# Kerua
Albums de Urban Trad
One O Four
(2001) Elem
(2004)
Kerua est le deuxième album du groupe musical belge Urban Trad, sorti en 2003.
Dès l'année de sa sortie, Kerua permet à Urban Trad de connaitre les prémices du succès. En effet, sur ce disque figure le morceau phare du groupe, Sanomi, interprété en 2003 à l'Eurovision. Avec Sanomi, Urban Trad décroche la deuxième place du concours et se fait surtout connaitre de milliers de personnes à travers l'Europe. Dans les mois qui suivent, plus de 30 000 exemplaires de Kerua sont vendus par le groupe en Belgique, et l'album atteint la 4e place des charts belges.
Dès lors, le groupe se sert du terme « sanomi » pour désigner le langage imaginaire qu'il s'est inventé, langage donnant par ailleurs une identité forte à la plupart des morceaux composant Kerua. Musicalement, l'album est fortement imprégné de la culture celtique et, plus généralement, de la musique traditionnelle européenne. Des arrangements modernes, à la fois électroniques et disco, se chargent quant à eux d'ancrer la musique d'Urban Trad dans le XXIe siècle. Ce croisement musical, initié avec One O Four et véritablement exploité avec Kerua, déterminera par la suite l'univers du groupe.

## Liste des titres
1. Mecanix (remix)
2. Kerua
3. Sanomi
4. Il est bien temps/33
5. Lampang
6. Berim Dance
7. Quimper-Moscou
8. Get Reel
9. The Roses
10. Medina
11. Leina
12. Alto
13. Sanomi (Eurovision Edit)
14. Galicia